# Histoire d'Antigua-et-Barbuda

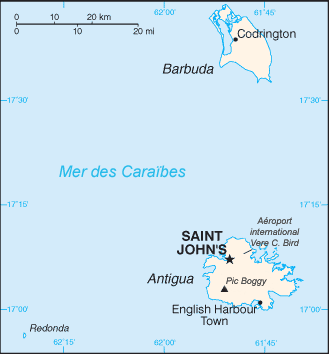
Carte actuelle de l'archipel d'Antigua-et-Barbuda

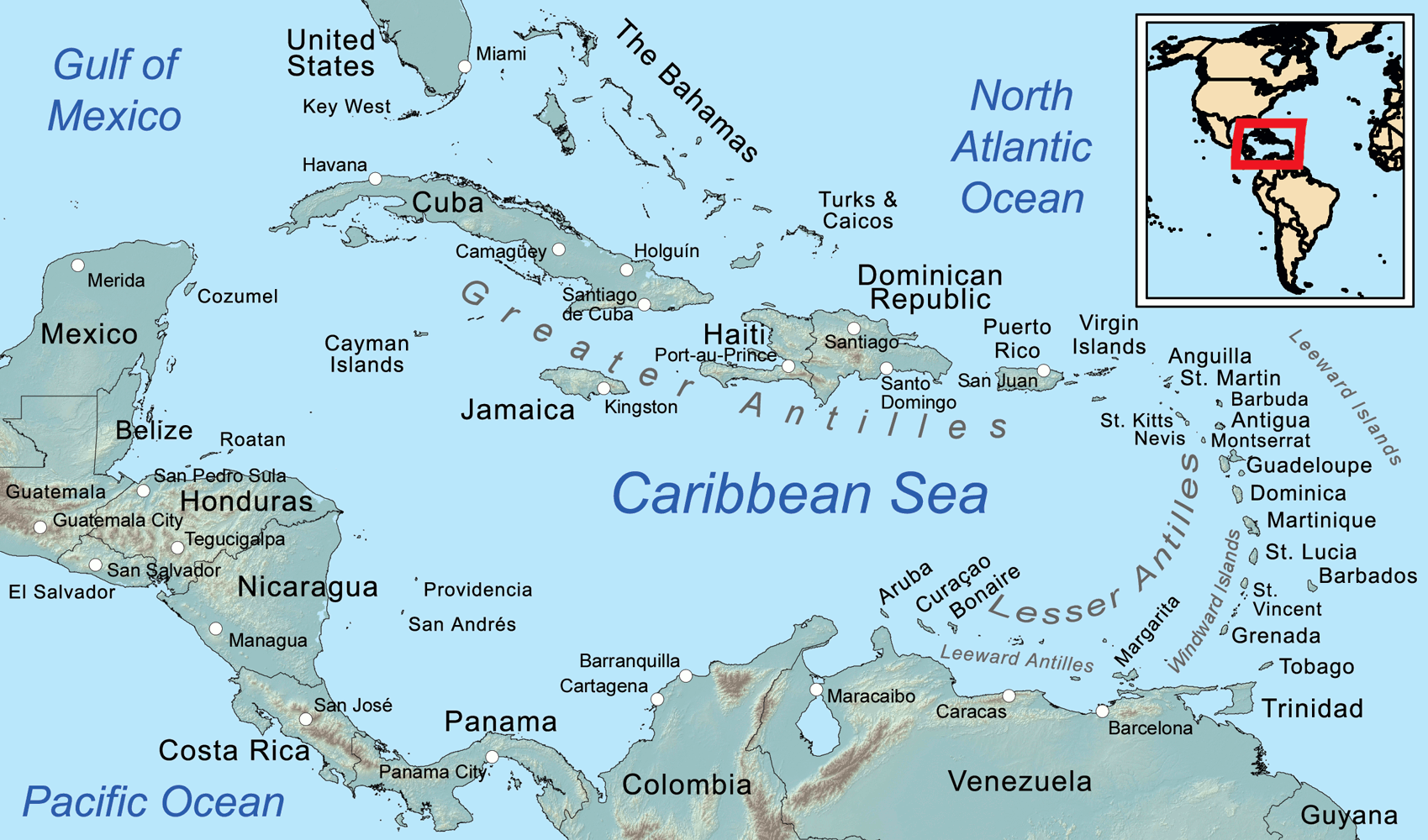
Espace caraïbe

L'histoire d'Antigua-et-Barbuda commence globalement vers 1500 avec l'arrivée de navigateurs européens.
Ce petit archipel (deux grandes îles d'Antigua et Barbuda et les îles et îlots de proximité) et île de Redonda) est un petit (442 km2) état insulaire, non indépendant, royaume du Commonwealth (1981), habité en 2024 par environ 100 000 Antiguais, Barbudais, Redondais, Afro-Caribéens à 91 % (et métis à près de 5 %), parlant anglais et/ou anglais caribéen (en) et/ou créole d'Antigua-et-Barbuda (en). Les recensements donnent une population de 95 882 en 2018, 54 060 en 1960, 35 157 en 1871.
La proto-histoire aurait duré près de deux millénaires.

## Avant 1500: peuplements indigènes
Du Venezuela viennent des populations amérindiennes.
Les Ciboneys habitent Antigua-et-Barbuda depuis 2 900 avant notre ère, puis les Saladoïdes (Arawaks). 
Ensuite arrivent les Taïnos (Arawaks) vers 1100, et enfin les Kalinago (Caraïbes / Karib).
On cultive ananas, maïs, patate douce, goyave, tabac, coton.

## Découverte par les Européens (1493)
Christophe Colomb débarque à Antigua-et-Barbuda en 1493, lors de son second voyage. 
Il nomme la plus grande île Santa Maria de la Antigua. 

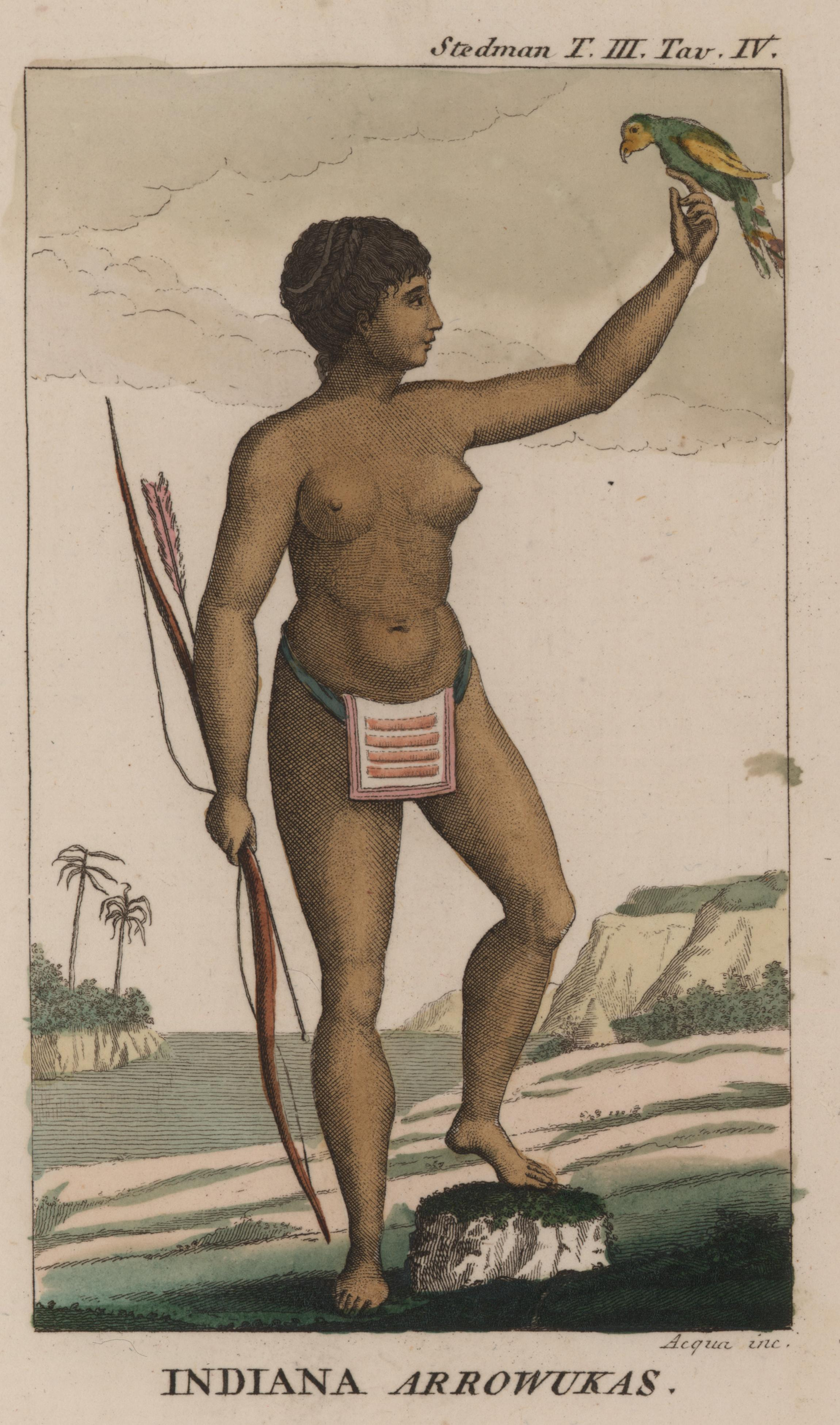
Femme arawak
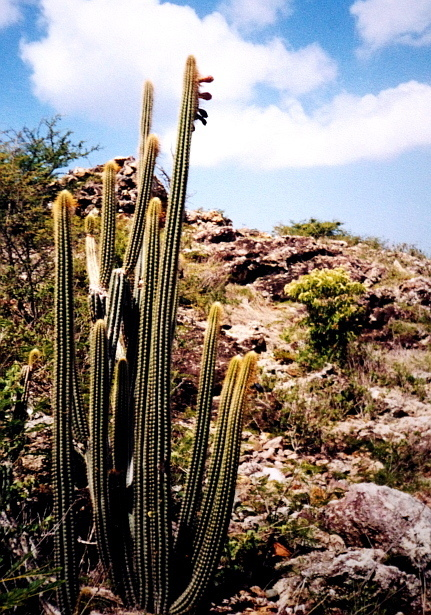
Pilosocereus curtisii
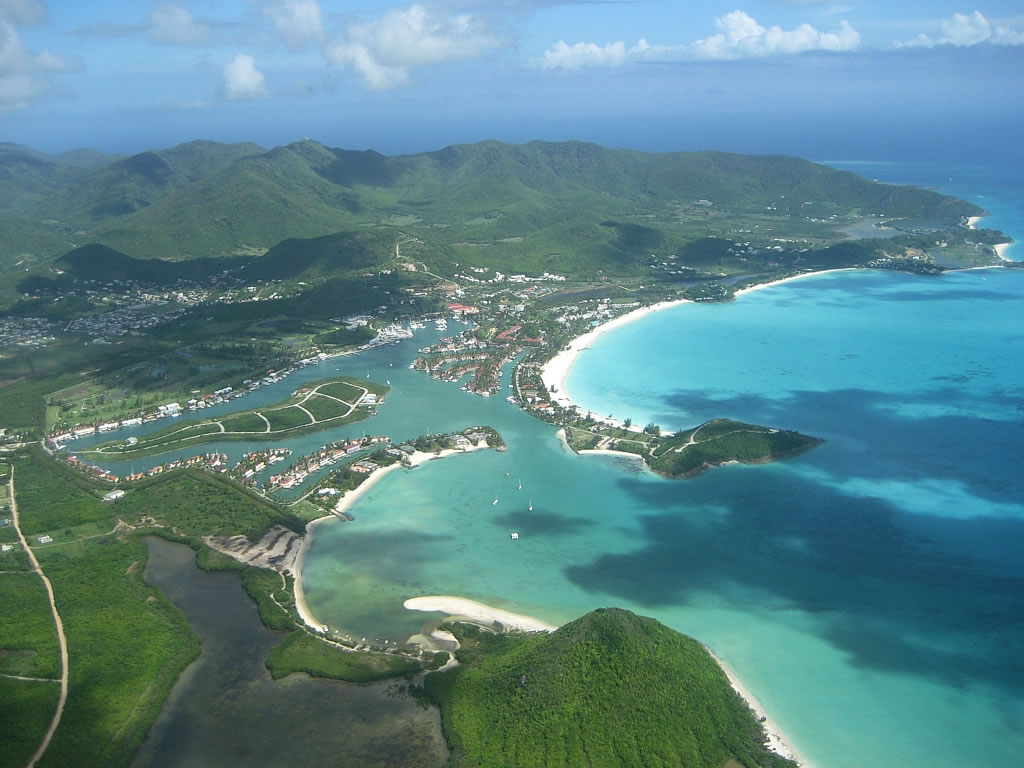
Port Jolly

## Colonisation (1500c-1967)
Les Espagnols colonisent en premier les deux îles d'Antigue et de Barbude, puis arrivent les Français, et finalement les Anglais.
Les Kalinago résistent autant que possible aux Européens.
Une bonne partie de la population amérindienne disparaît, de malnutrition, de maladies importées, de mauvais traitements.

### Domination britannique (1632c-1967)
Outre l'agriculture vivrière, les colons britanniques développent une agriculture d'exportation : tabac, indigo, gingembre, canne à sucre.

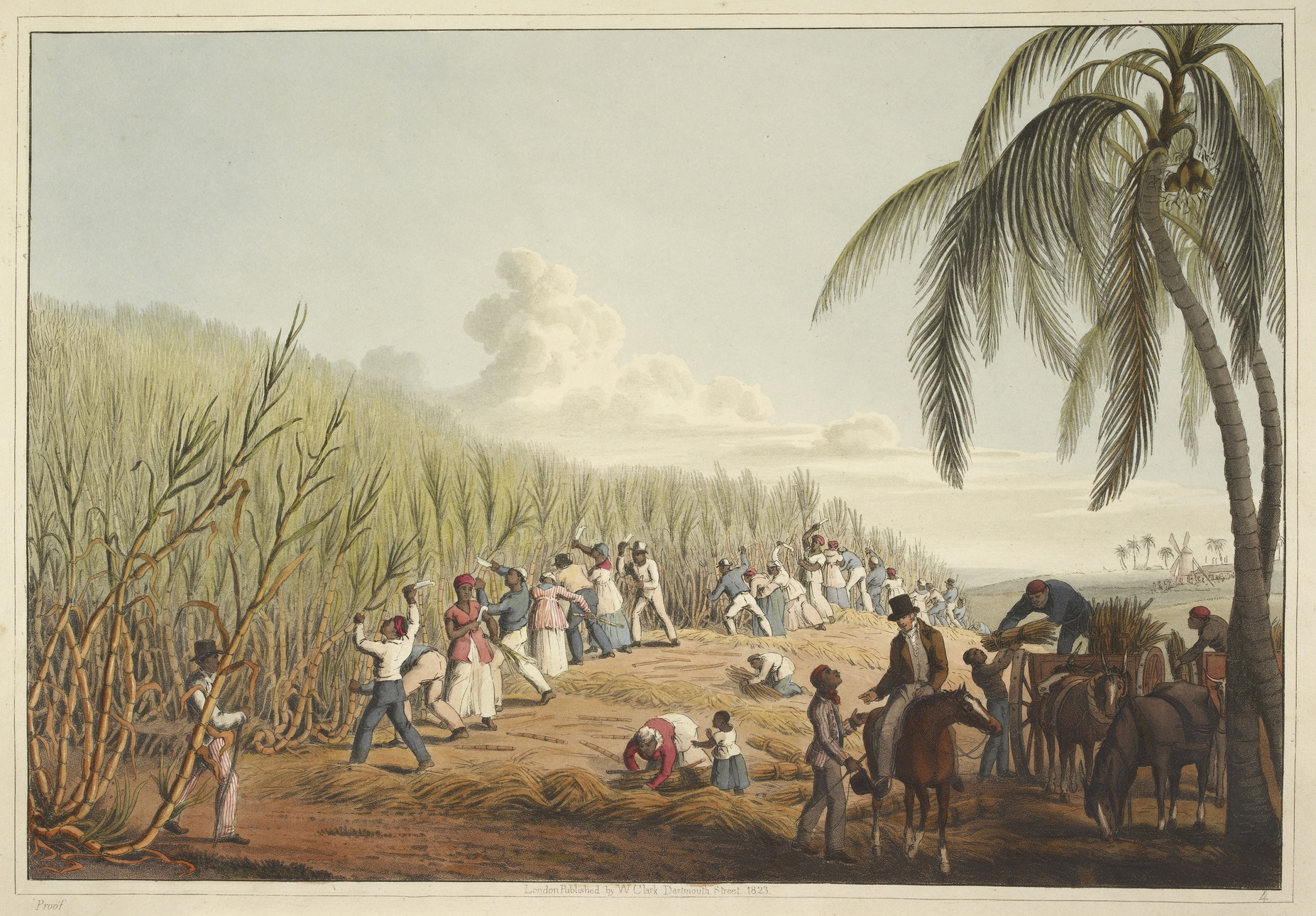
Esclaves récoltant la canne à sucre à Antigua, 1823.

En 1674, Sir Christopher Codrington fonde la première grande plantation de sucre sur l'île d'Antigua. Le seul village de Barbuda porte son nom. 
Codrington et les autres propriétaires font amener des esclaves de la côte ouest de l'Afrique.
Une petite minorité de propriétaires de plantations blancs dirige la société pendant près de deux siècles.
Après la conquête cromwellienne de l'Irlande, des Irlandais arrivent comme serviteurs sous contrat, ou comme marchands. 

### Années 1800
L'esclavage est aboli en 1834, mais les anciens esclaves demeurent dépendants de leurs anciens maîtres sur le plan économique. 
Peu d'opportunités se présentent aux affranchis, par de terres arables, accès très difficile au crédit. 
En outre, l'économie est davantage fondée sur l'agriculture que sur l'industrie. 
Entre 1847 et 1852, 2 500 immigrants portugais, venant de l’île de Madère en grave famine, créent de nombreux petits commerces et rejoignent rapidement les rangs de la classe moyenne coloniale, jusqu'alors dominée par la population mulâtre de l'île.

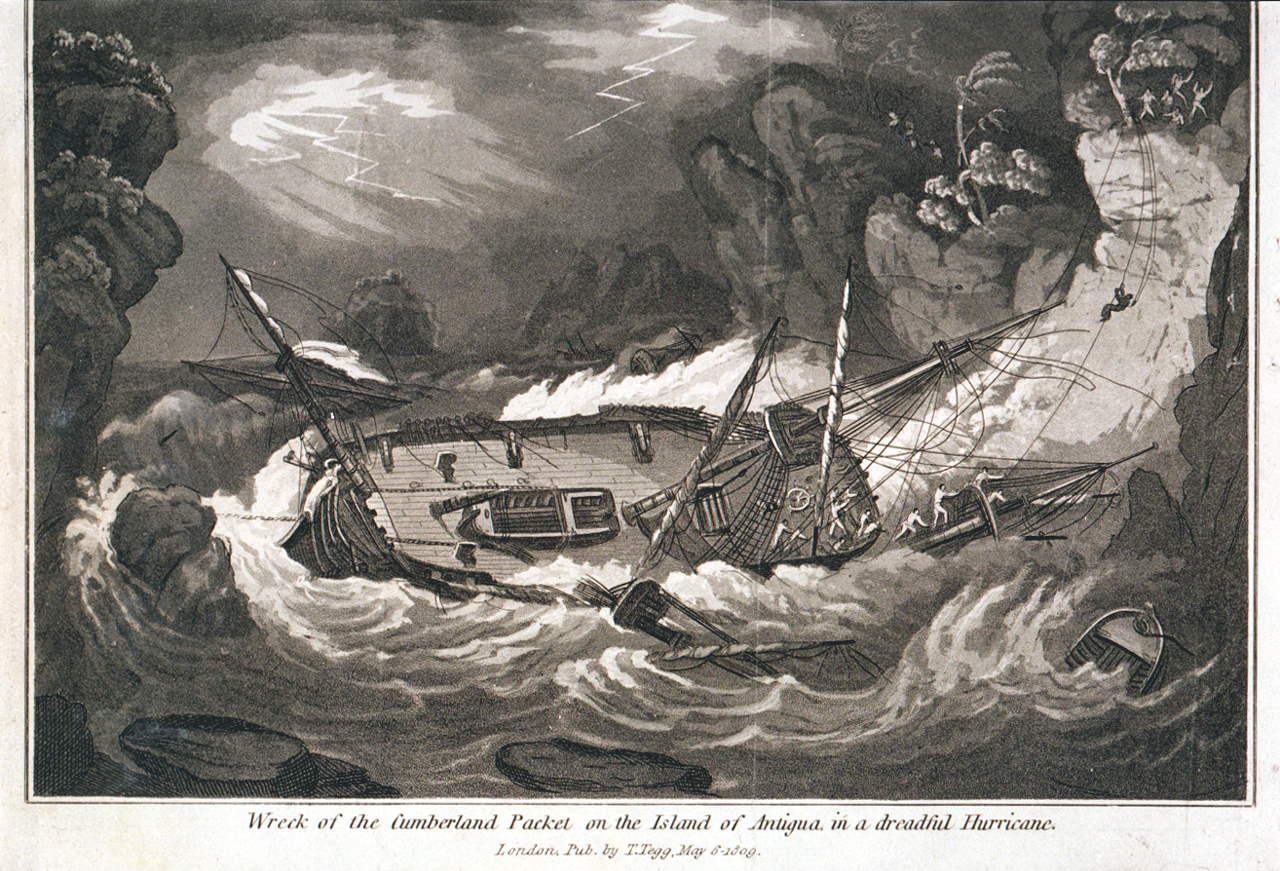
Thomas Tegg, Épave du navire duc de Cumberland en 1804 (1809)
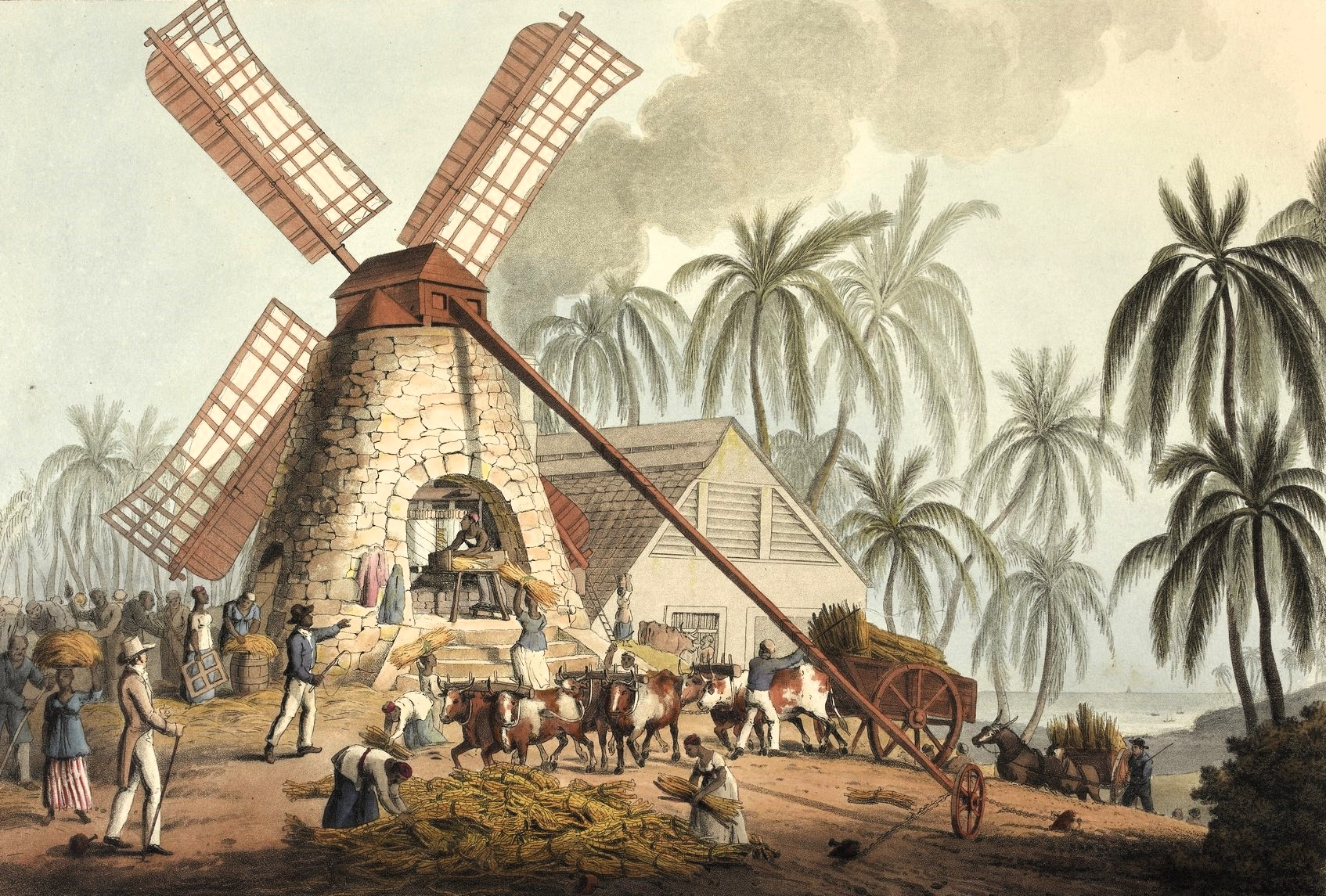
Esclaves faisant broyer la canne à sucre dans un moulin à vent d'Antigua (1823)
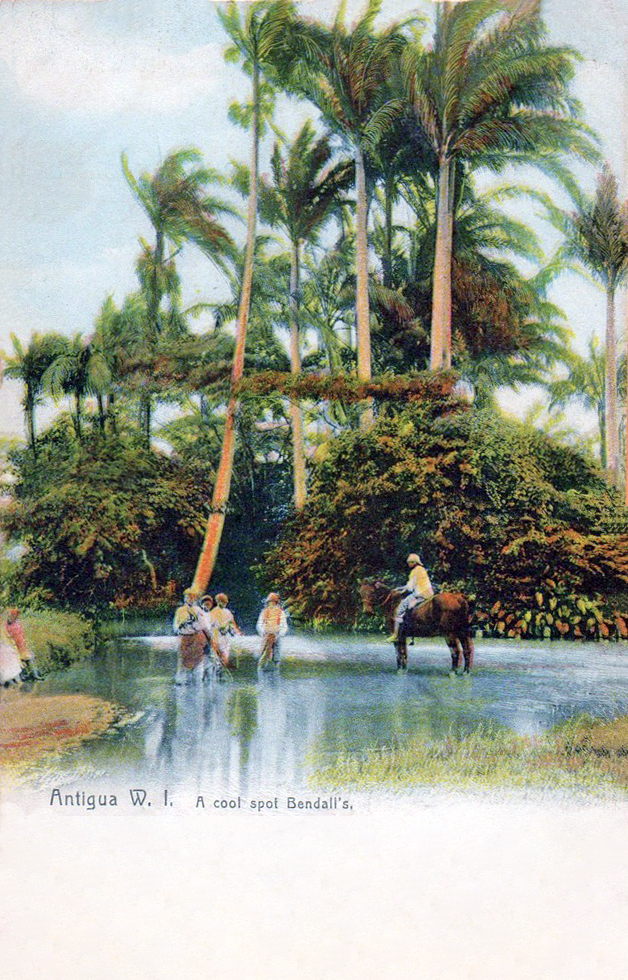
Repos (1908)
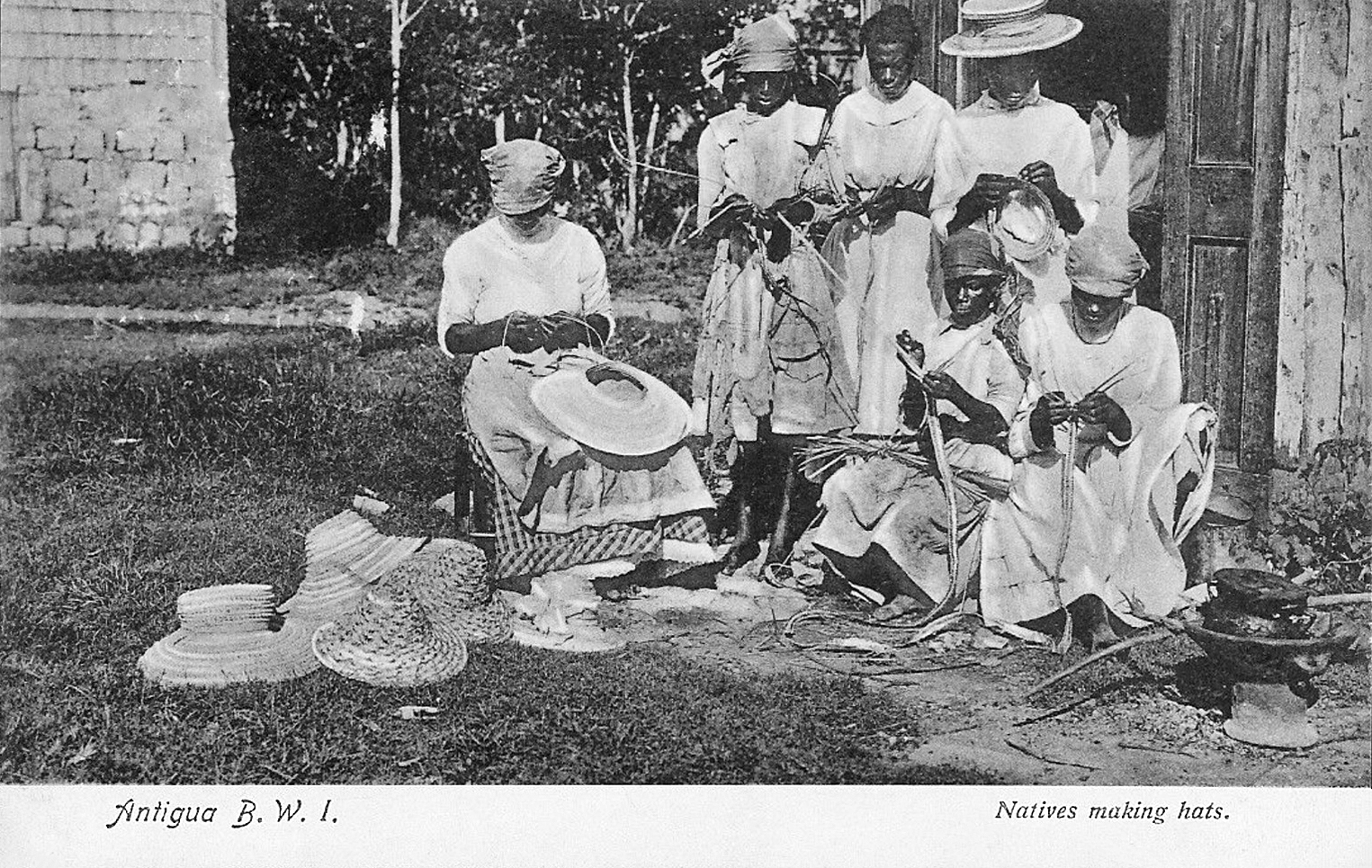
Fabrication de chapeaux de paille
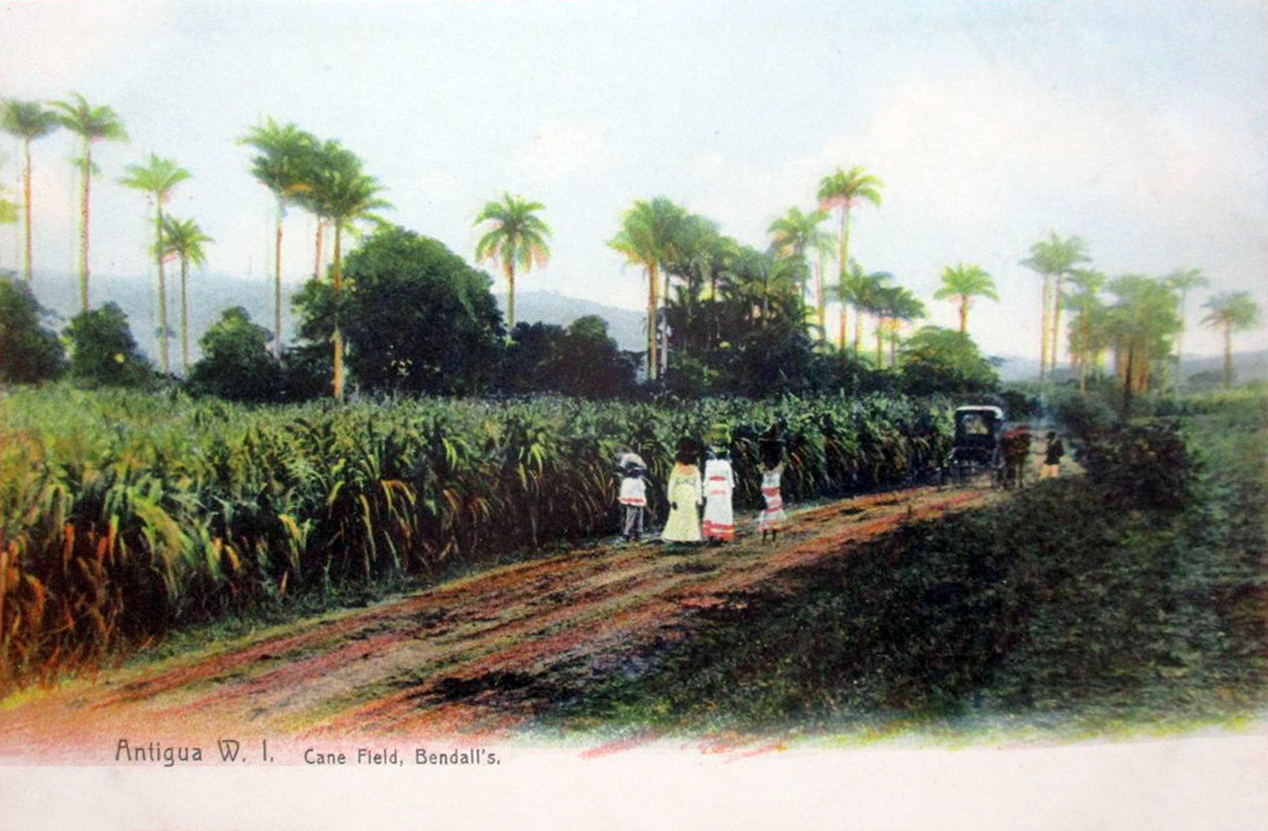
Champ de canne à sucre (1910c)
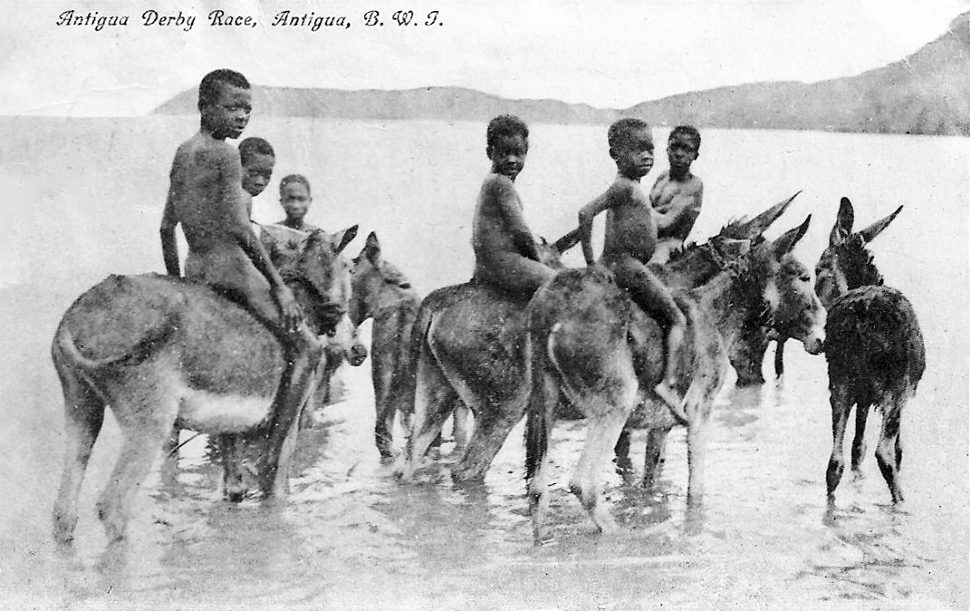
Enfants noirs sur ânes
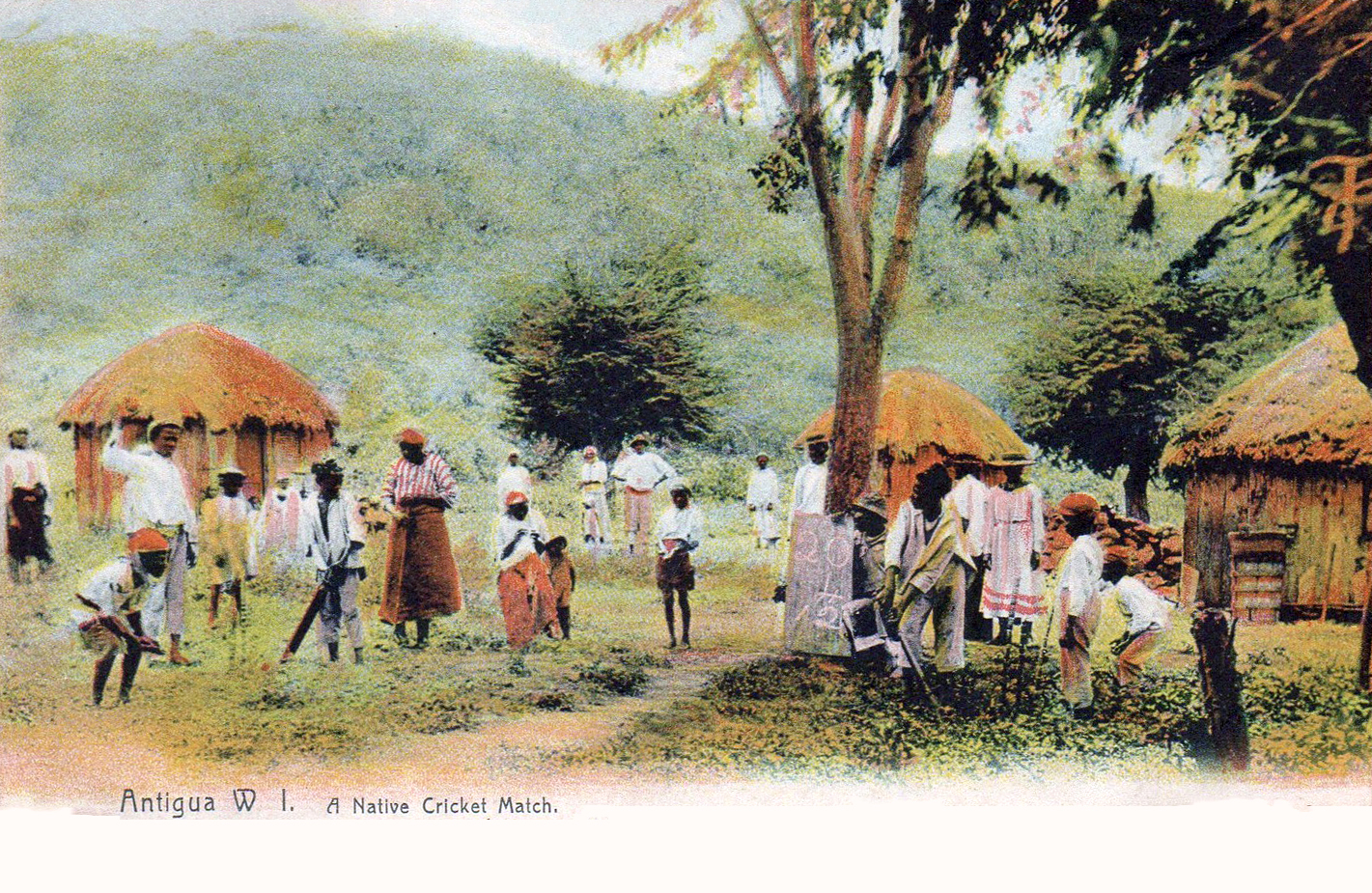
Cricket (1910)
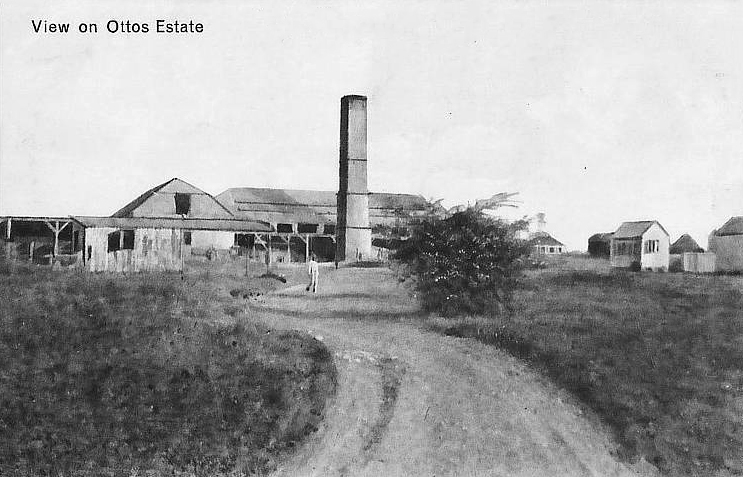
Domaine Otto (1908c)
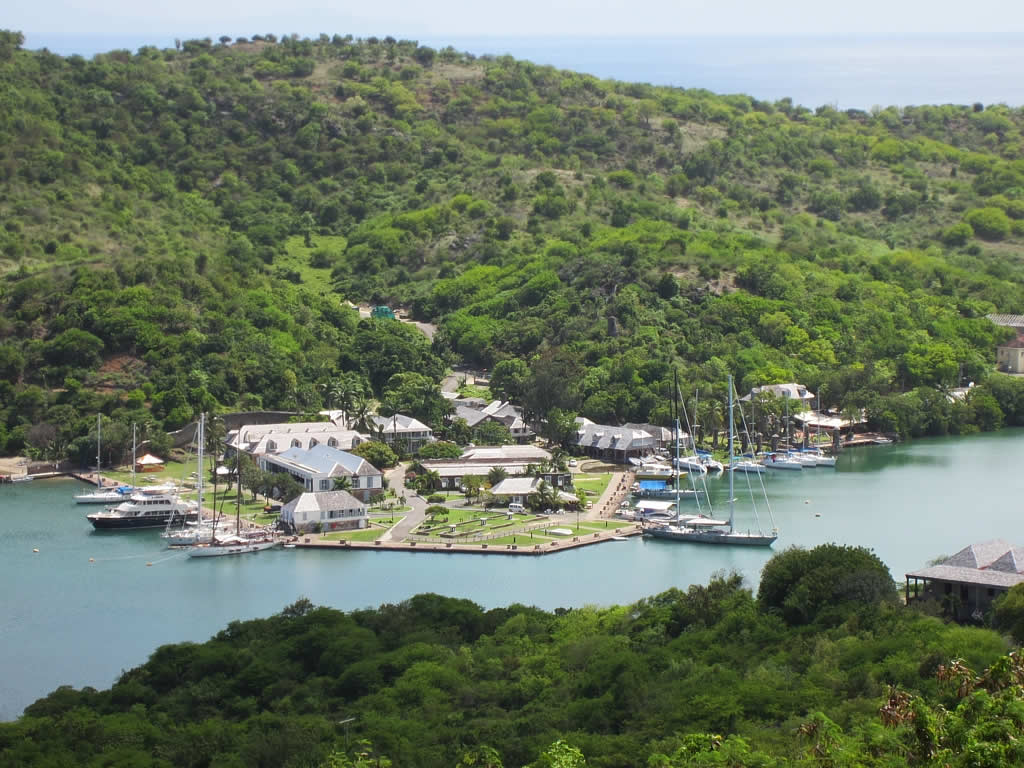
Chantier naval Nelson
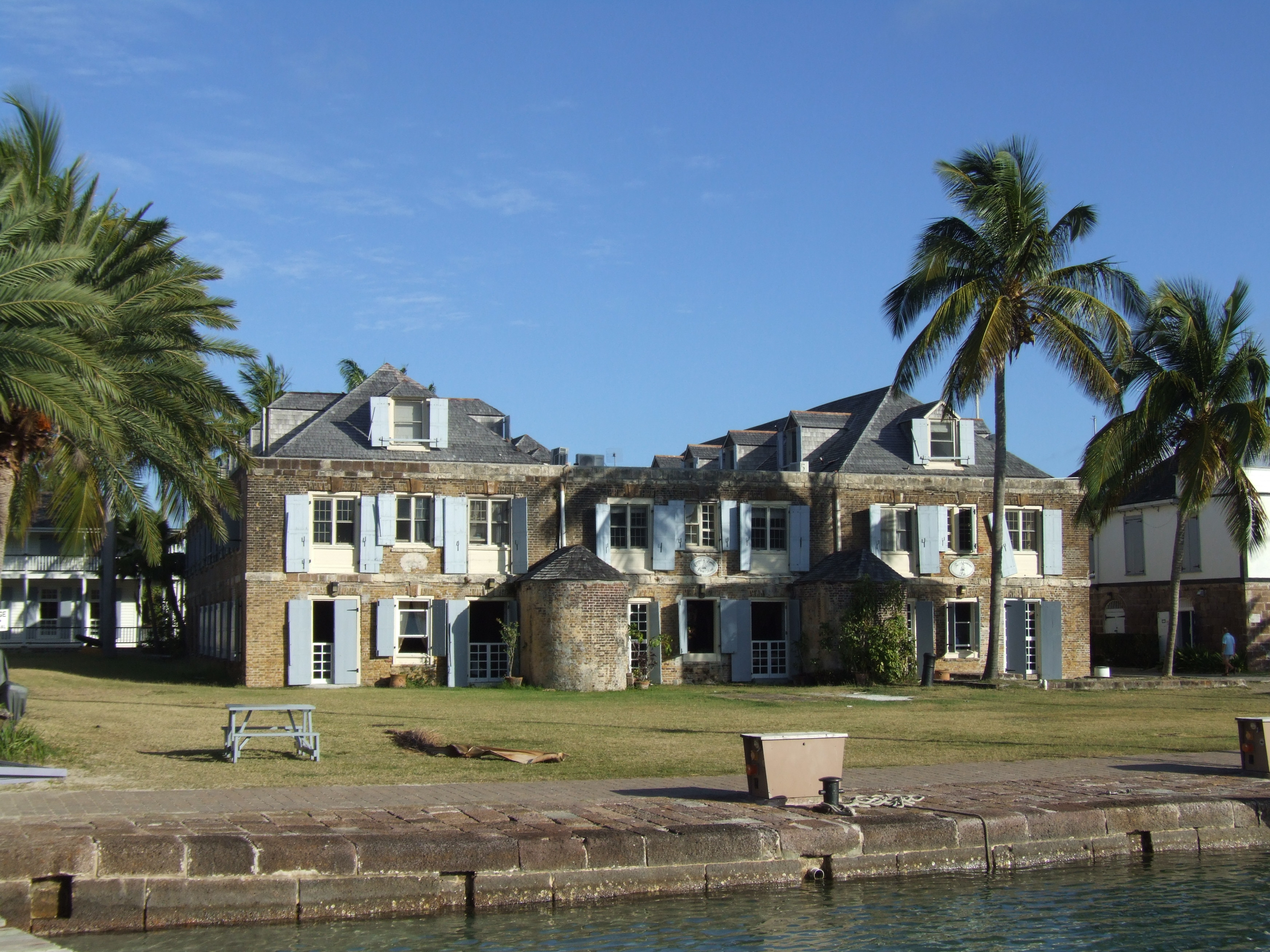
Chantier naval Nelson

### Années 1900
Les conditions de travail restent pénibles jusqu'en 1939, année durant laquelle une commission royale demande la création d'un syndicat pour les travailleurs.
Peu de temps après est créé un syndicat sur lequel s'appuie Vere Bird (1910-1999), avec le soutien d'autres syndicalistes, pour fonder le Parti travailliste d'Antigua (Antigua Labour Party, ALP, 1946). 
Ce parti se présente pour la première fois aux élections en 1946, puis obtient la majorité en 1951.
Le Parti travailliste est écarté du pouvoir après les élections générales de 1971, mais y revient en 1976, et remporte les suffrages en 1984 et en 1989. 
Aux élections de 1989, le Parti travailliste obtient 15 des 17 sièges du parlement.
Dans les années 1950, arrivent des immigrants syriens, qui s'investissent dans l'importation et l'université.

## État associé (depuis 1967), indépendance (1981)
En 1967, Antigua-et-Barbuda cesse d'être une colonie britannique et devient une des États associés des Indes occidentales, État en libre association avec le Royaume-Uni.
En 1981, Antigua-et-Barbuda devient indépendante sous ce nom et entre au Commonwealth. 
Elle adhère le 18 juin 1981 à l'Organisation des États de la Caraïbe orientale (OECO).
Après les élections de mars 1994, le pouvoir passe de Vere Bird à Lester Bird, son fils. 
Le Parti travailliste remporte alors onze des dix-sept sièges à pourvoir. 
Aux élections de mars 1999, le Parti travailliste gagne un siège supplémentaire et dispose ainsi de douze sièges. 
Le Parti progressiste uni (United Progressive Party, UPP), mené par Baldwin Spencer obtient quatre sièges et le  Barbuda People's Movement (BPM) un siège.

### Années 2000
Le 6 septembre 2017, l'île de Barbuda est directement touchée par l'ouragan Irma, l'un des plus puissants jamais enregistrés dans l'Atlantique Nord.
L'île d'Antigua abrite depuis 2020 le 5ème campus de l'Université des Indes occidentales (1948, University of West Indies, UWI).

### Galerie de dirigeants récents

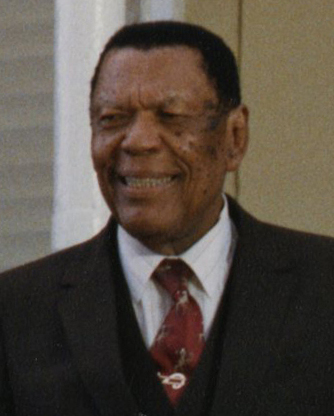
Vere Bird PM 1961-1971, 1976-1994
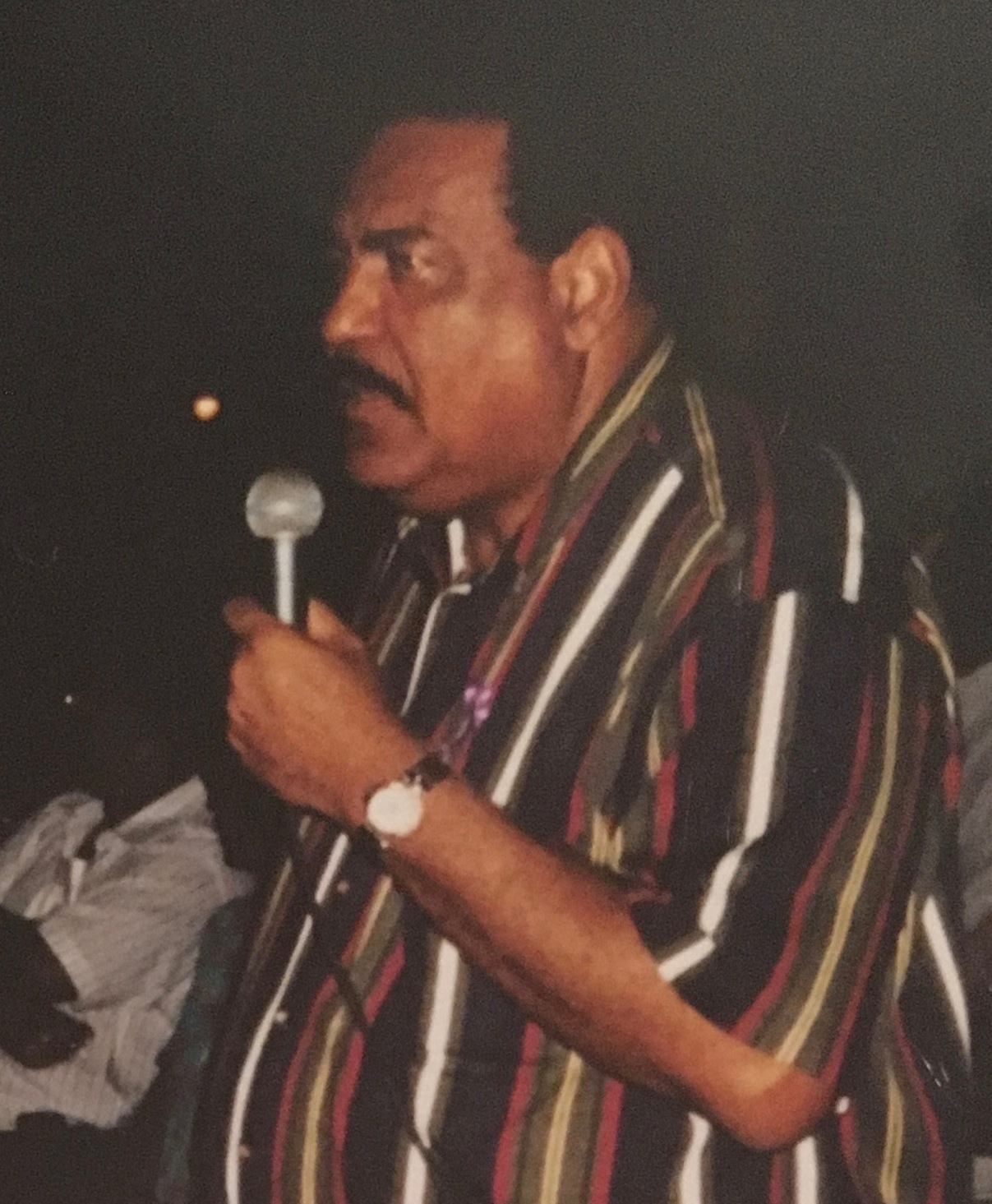
Lester Bird 1994-2004
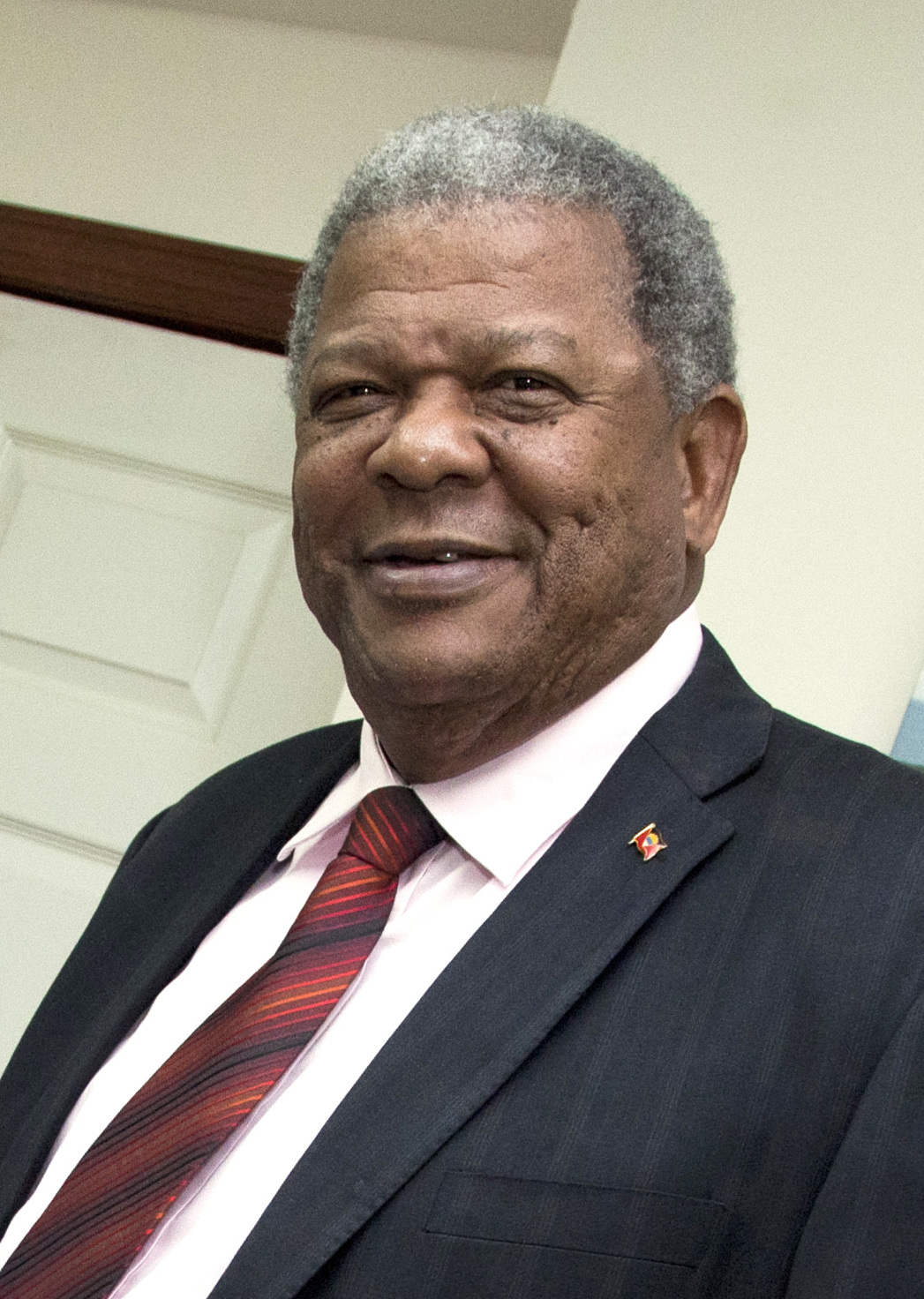
Baldwin Spencer 2004-2014
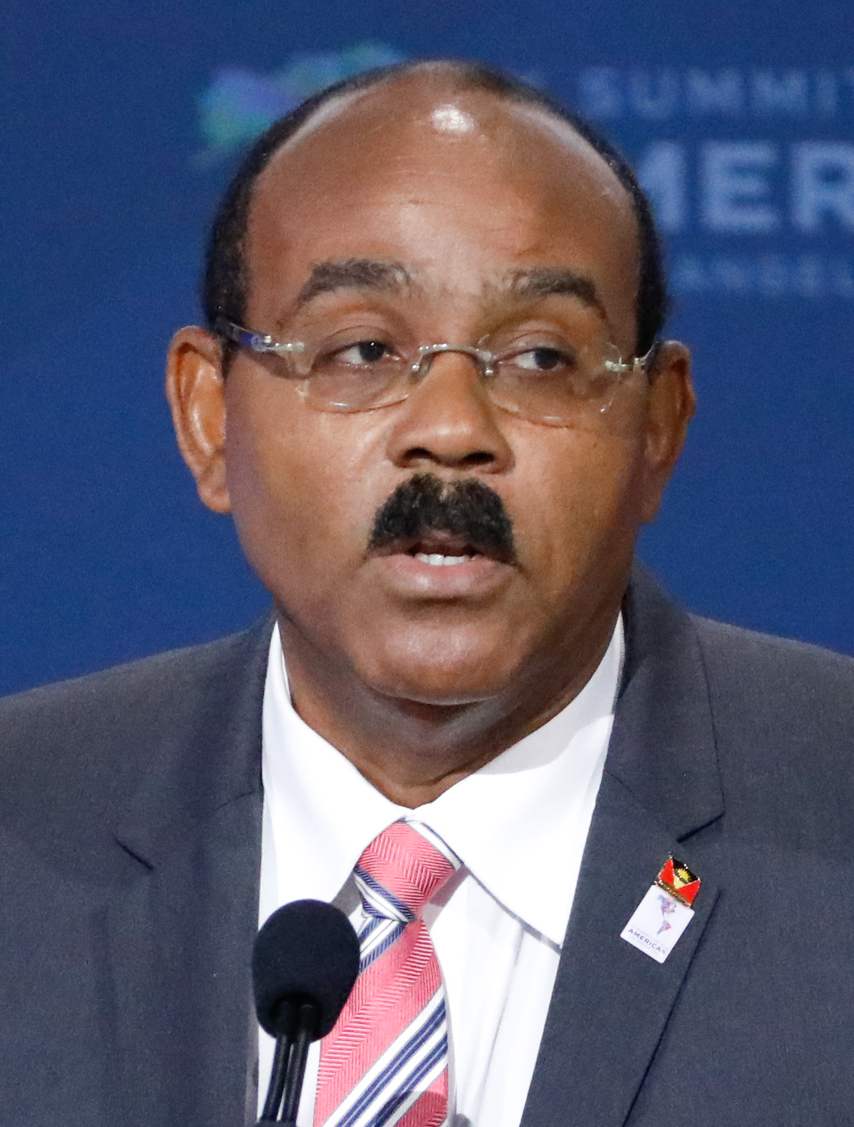
Gaston Browne 2014-présent

#### Antigua-et-Barbuda
- Liste du patrimoine mondial à Antigua-et-Barbuda
- Fort James (Antigua-et-Barbuda) (1706)
- Royaume de Redonda (1880-1967), micro-nation devenue littéraire, Matthew Phipps Shiel (1865-1947)
- Musée d'Antigua-et-Barbuda (1985)

##### 2000
- Démographie d'Antigua-et-Barbuda
- Squatter à Antigua-et-Barbuda (en) (usage de terrains abandonnés surtout après un cyclone)
- Carnaval d'Antigua (en)
- Économie d'Antigua-et-Barbuda (services, tourisme)
- Liste des musées à Antigua-et-Barbuda (en)
- Politique à Antigua-et-Barbuda, monarchie antiguayenne, royaume du Commonwealth (1981)
  - Constitution d'Antigua-et-Barbuda, Parlement d'Antigua-et-Barbuda, Premier ministre d'Antigua-et-Barbuda
  - Liste des ambassadeurs de France à Antigua-et-Barbuda